# Костел св. Станіслава Костки в Кракові (Дембнікі)
50°02′59″ пн. ш. 19°55′38″ сх. д. / 50.0496° пн. ш. 19.9273° сх. д.
Костел св. Станіслава Костки – римо-католицький парафіяльний костел і конвентуальний костел священиків салезіян, що знаходяться в Кракові в VIII окрузі на вул. Конфедерацькій, 6, у Дембніках .

## Історія
До 1772 року, першого поділу Польщі, Дембніки належали до парафії На Скалці . Потім від Кракова їх відділяв кордон на річці Вісла .
Мешканці користувалися невеликим костелом св. Варфоломія, що знаходиться в Людвінові .
У 1782 році була створена Людвинівська парафія, до якої увійшли Дембники та всі навколишні села.
У 1883 році зусиллями спеціально створеної комісії було збудовано  на сьогоднішній вул. Мадалінського невелику каплицю . Після приєднання Дембників до Кракова у 1910 р. міська рада на прохання мера Юліуша Леа вирішила безкоштовно надати ділянку для будівництва нового парафіяльного костелу районам на правому березі Вісли та брати участь у витратах.
Реальних обрисів проект набув лише після закінчення Першої світової війни.
У липні 1918 р. краківський архієпископ Адам Сапєга відокремив від парафії св. Юзефа в Подґужу, нову душпастирську установу, яка включала райони Дембніки та Закшувек у Кракові та гміну Піховіце, і доручила її Салезіянському товариству .
Через два роки на перехресті вулиць Пулацького та Конфедерацької, на подарованій містом ділянці, збудували дерев’яний костел, який освятили 5 грудня 1920 року. У зв’язку зі збільшенням кількості прихожан костел став тісним і в 1929 році було призначено новий церковно-будівельний комітет.
Постановою міської управи від 31 жовтня 1930 р. раніше орендована площа була безкоштовно передана парафії, яка рішенням курії отримала повну самостійність.
Було оголошено конкурс і обрано для реалізації проект архітектора Вацлава Кжижановського ,
9 жовтня 1932 року архієпископ Сапєга освятив наріжний камінь, а через шість років Станіслав Роспонд, суфраган краківський, освятив новий костел.
Учасником урочистого освячення костелу був студент полоністики Кароль Войтила, який влітку 1938 р. оселився в Дембніках на вул. Тинецькій, 10, в будинку свого дядька Фелікса Качоровського.
Він також відслужив свою першу месу в цьому парафіяльному костелі 3 листопада 1946 року, а як Іван Павло II відвідав костел 17 серпня 2002 року.

## Архітектура
Храм являє собою модерністську однонавову споруду в вигляді латинського хреста . Нава відокремлена трансептом від плоского закритого вівтаря . Над перетином трансепта і нави — ажурний купол із дзвіницею, увінчаний хрестом. Його висота становить 45 метрів і є домінуючим архітектурним акцентом панорами Дембніків. Вітражі та мозаїка, що прикрашає стовпи, походять з початку 80-х років. ХХ ст.